# Rue Charles Lemaire
Pour les articles homonymes, voir Charles Lemaire (homonymie) et Lemaire.
La rue Charles Lemaire est une rue bruxelloise de la commune d'Auderghem qui relie le boulevard du Souverain à l'avenue Daniel Boon sur une longueur de 230 mètres.

## Historique et description
Cette rue fait partie d'un très ancien chemin (la Papiermolenstraet) qui allait de la chaussée de Watermael à l'actuelle avenue des Frères Goemaere.
Il portera ce nom jusqu'en janvier 1950, lorsque le conseil décida de donner à un tronçon de cette rue le nom d'une victime de la Seconde Guerre mondiale[réf. nécessaire].